# Aktivlegitimation
Die Aktivlegitimation (auch Sachlegitimation oder Sachbefugnis genannt) ist ein Begriff aus dem Prozessrecht. Sie ist von der Prozessführungsbefugnis zu unterscheiden.

## Bedeutung
Die Aktivlegitimation ist eine Voraussetzung für die Begründetheit einer Klage. Eine Klage ist begründet, wenn der Kläger hinsichtlich des geltend gemachten Rechts aktivlegitimiert ist, der Beklagte passivlegitimiert ist und das behauptete Recht zum Zeitpunkt der gerichtlichen Entscheidung besteht (also entstanden ist und fortbesteht) und (je nach Klageantrag) durchsetzbar ist. Fehlt dem Kläger die Aktivlegitimation, so ist die Klage als unbegründet abzuweisen.

## Begrifflichkeiten
Das deutsche Recht trennt zwischen der Zulässigkeit und der Begründetheit der Klage.
Die Prozessführungsbefugnis ist eine Zulässigkeitsvoraussetzung der Klage. Die Prozessführungsbefugnis gibt das Recht, einen Prozess als richtige Partei zu führen, also als richtige Partei aus einem Recht zu klagen oder verklagt zu werden. Über das materiell-rechtliche Rechtsverhältnis sagt sie nichts aus. Die Prozessführungsbefugnis steht grundsätzlich dem Träger des behaupteten Rechts zu. Wer das ist, ergibt sich aus den gesetzlichen oder rechtlichen Vorschriften, aus denen das eingeklagte Recht hergeleitet wird. Ob der Kläger tatsächlich Rechtsinhaber ist, ist eine Frage des materiellen Rechts und eine Frage der Begründetheit.
Die Aktivlegitimation ist eine Voraussetzung für die Begründetheit der Klage. Aktivlegitimiert ist derjenige, der nach der materiell-rechtlichen Rechtslage Inhaber des eingeklagten Rechts ist. Passivlegitimiert ist derjenige, der materiell-rechtlich aus dem eingeklagten Recht verpflichtet ist. Die Aktivlegitimation und die Passivlegitimation sind spiegelbildlich.
Die Prozessführungsbefugnis ist demgegenüber eine Zulässigkeitsvoraussetzung der Klage. Die Prozessführungsbefugnis gibt das Recht, einen Prozess als richtige Partei zu führen, also als richtige Partei aus einem Recht zu klagen oder verklagt zu werden.
In der Regel fallen Aktivlegitimation und Prozessführungsbefugnis in einer Person zusammen.

## Sonderfälle

### Prozessstandschaft
Aktivlegitimation und Prozessführungsbefugnis können in den Fällen der Prozessstandschaft auseinanderfallen.
Beispiel: Verklagt ein Gläubiger seinen Schuldner und tritt während des Prozesses seine Forderung ab, so ist der neue Gläubiger als neuer materiell-rechtlicher Forderungsinhaber aktivlegitimiert, prozessführungsbefugt bleibt aber der vorige Gläubiger (§ 265 ZPO).
In einem solchen Fall kann der Beklagte die fehlende Aktivlegitimation des Klägers rügen. Der Kläger kann dann die Klage entweder für erledigt erklären oder seine Klage dahingehend umstellen, dass der Beklagte zur Zahlung an den neuen Gläubiger verurteilt wird. Eine solche Klageänderung ist stets nach § 264 Nr. 2 ZPO auch ohne Zustimmung des Beklagten zulässig. Der neue Gläubiger kann dem Kläger jedoch auch eine Einziehungsermächtigung nach § 185 Abs. 1 BGB (analog) erteilen mit der Folge, dass dieser die Aktivlegitimation behält und die fremde Forderung in eigenem Namen einziehen kann. Dies ist vor allem bei der stillen Zession zweckdienlich, allerdings trägt der neue Gläubiger hier das Weiterleitungsrisiko.

### Einziehungsklage (Drittschuldnerklage)
Wurde dem klagenden Gläubiger im Wege der Zwangsvollstreckung eine Forderung seines Schuldners gegen den beklagten Drittschuldner aufgrund wirksamer Pfändung (§ 829 ZPO) zur Einziehung überwiesen (§§ 835 Abs. 1 Alt. 1, 836 Abs. 1 ZPO), ist umstritten, ob der Einziehungskläger kraft seiner Einziehungsbefugnis (§ 836 Abs. 1 ZPO) als gesetzlicher Prozessstandschafter des Schuldners prozessführungsbefugt wird oder ob er aktivlegitimiert und damit "von selbst" prozessführungsbefugt wird. Nach der letztgenannten, wohl herrschenden Ansicht ist die Wirksamkeit der Überweisung nicht als Voraussetzung der Zulässigkeit der Klage im Rahmen der Prozessführungsbefugnis zu prüfen, sondern erst als Voraussetzung der Begründetheit der Klage im Rahmen der Aktivlegitimation.
Einig ist man sich jedenfalls darin, dass die Überweisung der Forderung (§ 836 Abs. 1 ZPO) an den Gläubiger diesen nicht zum neuen Forderungsinhaber macht. Forderungsinhaber bleibt der ursprüngliche Schuldner. Die Überweisung verleiht dem Gläubiger ausschließlich die Befugnis, die Forderung des Schuldners einzuziehen. Verfügungen über die Forderung im eigentlichen Sinne, namentlich solche zulasten des Schuldners wie etwa eine Abtretung, sind ihm untersagt. Dem Schuldner ist bereits kraft wirksamer Pfändung jede Verfügung über die Forderung untersagt (Inhibitorium, §§ 829 Abs. 1 S. 2 ZPO, 136 BGB). Prozessführungsbefugt bleibt er trotzdem insoweit, als er auf Leistung an den Gläubiger klagen kann.
Die herrschende Ansicht entnimmt den vorstehenden Grundsätzen eine "Spaltung des materiellen Rechts auf den Pfändungsgläubiger sowie den Schuldner". Vereinten sich normalerweise sämtliche Verfügungsbefugnisse (Abtretung, Aufrechnung, Verzicht, …), sowie auch die Einziehungsbefugnis, die selbst kein Verfügungsrecht darstellen soll, auf eine und dieselbe Person, nämlich den Forderungsinhaber, sieht die herrschende Ansicht die dem Gläubiger eine  "Verfügungsgewalt" verleihende Einziehungsbefugnis kraft Überweisung aus diesem Bündel herausgelöst. 

### Insolvenzverfahren
Durch die Eröffnung des Insolvenzverfahrens verliert der Schuldner die Verwaltungs- und Verfügungsbefugnis über sein Vermögen. Diese geht auf den Insolvenzverwalter über. Ebenso erlischt die Prozessführungsbefugnis des Schuldners, so dass man ihn nicht mehr als richtige Partei hinsichtlich einer Forderung aus seinem Vermögen verklagen kann. Passivlegitimiert ist allein der Insolvenzverwalter, der an seine Stelle tritt. Umstritten ist, ob der Insolvenzverwalter in den Prozess als eine Partei kraft Amtes eintritt (so die wohl herrschende Meinung).

## Verwaltungsrecht
Gebräuchlicher ist das Begriffspaar im deutschen Verwaltungsrecht, wo es ebenfalls zur Bezeichnung der materiellen Berechtigung oder Verpflichtung aus einem Rechtsverhältnis dient.

## Österreich und Schweiz
In Österreich und der Schweiz gelten dieselben zivilprozessualen Grundsätze wie in Deutschland.